# Плесень (фильм)
«Плесень» — псевдонаучный фильм о природе и свойствах плесени от создателей «Великая тайна воды». В фильме используются интервью ряда научных консультантов и исследований, а также постановочные сцены с участием актёров. Премьера фильма на телевидении состоялась 1 февраля 2009 года в эфире «Первого канала».
Хотя фильм позиционируется создателями как научно-популярный, ряд фактов, изложенных в фильме как научно доказанные, по мнению экспертов являются спорными, а иные содержат в себе грубые ошибки и по сути являются псевдонаучными. Специалистами также ставится под сомнение авторитетность научных консультантов и мнений экспертов, представленных в фильме.
Журналисты «Клуба телепрессы», традиционно присуждающие свои премии накануне официальной премии ТЭФИ, отдали фильму премию «За агрессивную развлекательную антинаучность», вместе с другими фильмами — «Мясо» (НТВ) и «Обвиняется Чарльз Дарвин» («Россия»).

## Производство
Работа над фильмом длилась три года. Съёмочная группа работала в Москве и Нью-Йорке (США), Мюнхене (Германия), Лондоне (Великобритания), Иерусалиме и Тель-Авиве (Израиль), Париже (Франция) и Неваде (США).
В телевизионной версии часть постановочных сцен была сокращена. Однако было заявлено, что планируется выход DVD с полной версией «Плесени» и дополнительными видео-материалами.
Правообладателем фильма «Плесень» является компания ООО «Инвистра», занимающаяся распространением средств от аспергиллы (в частности, масла монарды) с помощью сетевого маркетинга. По мнению Л. Борусяк, фильм как таковой является рекламным ходом данной фирмы.

## Критика
Наряду с научными определениями, авторами были задействованы явно спорные факты, что получило отклики в СМИ:

Роскошная, с инсталляциями, почти космическими образами, исполненная в жанре научного инфотейнмента, озвученная вкрадчивым голосом актера Безрукова, «Плесень» от создателей некогда нашумевших «Воды» и «Еды» несколько отличалась от водной визуально-телевизионной мантры качеством экспертов. Хотя все полагающиеся костюмированные сенсации — про Крестовые походы, совпавшие с массовым заражением спорами вредоносной плесени, про избранников проказы, про негуманных союзников во время войны, не поделившихся пенициллином, и доблестных чекистов, потом не отдавших ни пяди пенициллина советского, рассказано по законам докудрамы, когда исторические байки удачно вкрапляются в околонаучное повествование.— Качкаева А. Давос, кризис и патриарх на фоне «согласно-несогласных» // Радио Свобода, 2.02.2009

В фильме постоянно смешиваются научные факты и легенды или домыслы. Из-за тяги к громким заявлениям авторы «Плесени» активно используют недоказанные теории и ничем не подтвержденные обобщения. В качестве примера можно привести утверждение, что все (sic!) войны и революции были вызваны массовым отравлением людей спорыньей. Зритель также узнает, что колокольный звон обладает свойством «биорезонанса» и замедляет рост болезнетворных микроорганизмов. Приглашенный эксперт доктор медицины, иммунолог Перл Лаперла заявляет, что такие патологии, как туберкулез, остеопороз, болезни костей и слабоумие являются результатами поражения грибами рода Aspergillus, а все болезни, связанные с застоем крови и раком — грибами из рода Mucor. Подобное открытие заслуживало бы Нобелевской премии.<…> Немалую часть времени в фильме занимает костюмированная постановка, живописующая борьбу с эпидемией чумы в Москве во времена Екатерины II. Тот факт, что чуму вызывают не плесневые грибы, а бактерии Yersinia pestis, не упоминается. Также неясно, зачем авторы добавили в фильм о плесени рассказ о проказе, возбудителем которой является бактерия Mycobacterium leprae. У многих зрителей, которые ещё со школы крепко забыли основы микробиологии, в голове образуется абсолютный сумбур.— Якутенко И. Адам против плесени. Как отличить научно-популярный фильм от подделки? // Лента.ру, 10.02.2009

## Участники фильма
- Наталья Новикова — доктор биологических наук, Россия.
- Ольга Марфенина — доктор биологических наук, Россия.
- Светлана Чубатова — доктор биологических наук, Россия.
- Алексей Тренин — кандидат биологических наук, Россия.
- Александра Бужилова — член-корреспондент РАН, доктор исторических наук, Россия.
- Протоиерей Александр (Борисов) — священнослужитель, кандидат биологических наук, Россия.
- Владимир Ковалёнок — лётчик-космонавт, Россия.
- Игорь Коновалов — главный звонарь Московского Кремля, Россия.
- Перл Лаперла — доктор альтернативной медицины, специалист по аюрведе, в фильме названа иммунологом, США.
- Артуро Касадевал — доктор медицины, микробиолог, США.
- Брюс Липтон — доктор медицины, профессор США.
- Екатерина Дадачева — доктор химии, США.
- Пол Длер — доктор биологии, Великобритания.
- Франсуаза Дромер — доктор медицины, Франция.
- Жан-Поль Латже — доктор биологии, профессор, Франция.
- Эрве Монс — аффинер благородных сыров, Франция.
- Дени Дюбурдье — профессор Академии вина, Франция.
- Адин Штейнзальц — доктор богословия, раввин, Израиль.